# Inga jefensis
Inga jefensis är en ärtväxtart som beskrevs av Liesner och D'arcy. Inga jefensis ingår i släktet Inga och familjen ärtväxter. Inga underarter finns listade i Catalogue of Life.